# Hyphantria
Hyphantria és un gènere de papallones nocturnes de la subfamília Arctiinae i la família Erebidae.
Les papallones es troben principalment a l'Amèrica del nord i central.
Una espècie, Hyphantria cunea, va ser introduïda a Euràsia occidental, central i oriental.

## Galeria

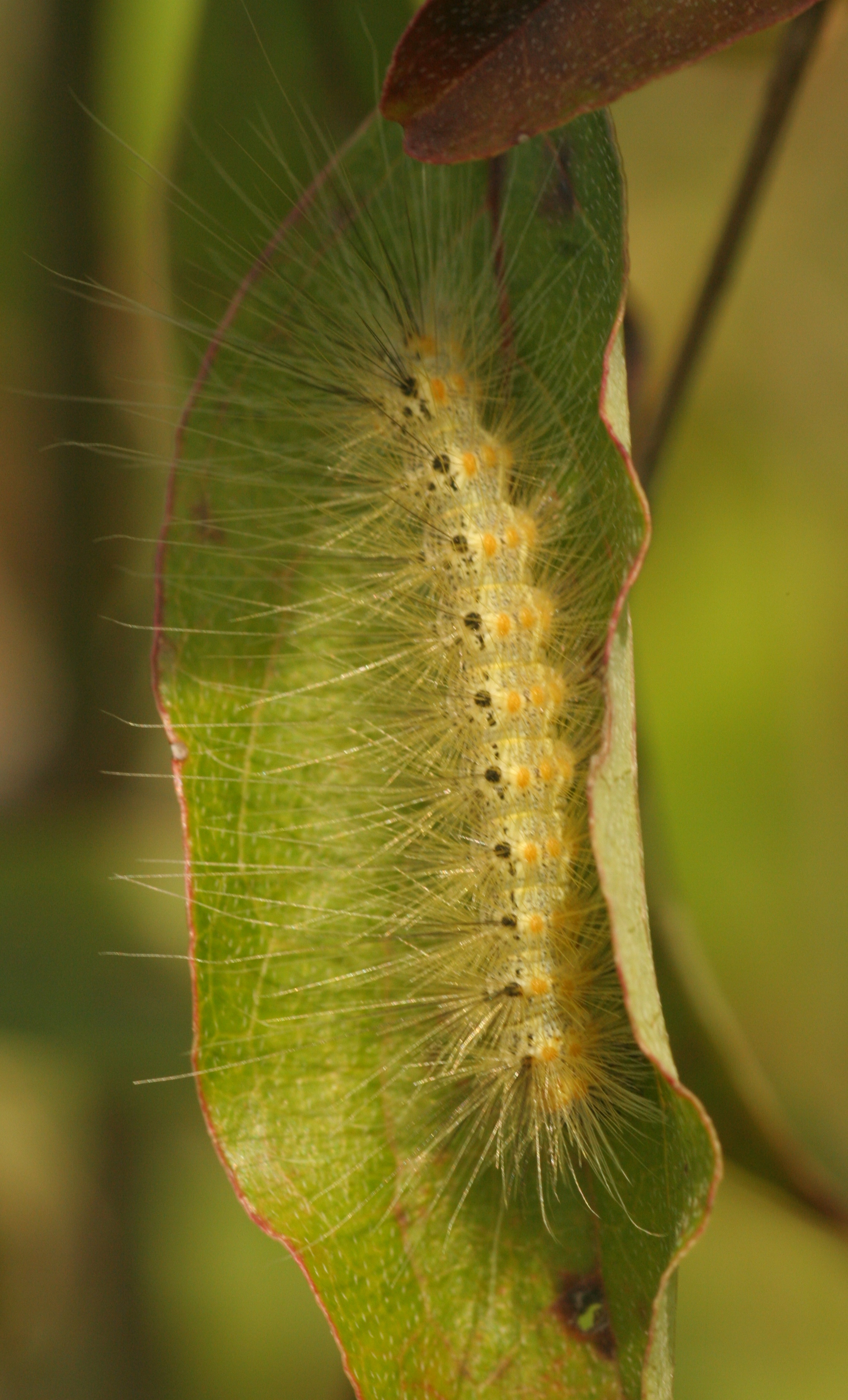
Hyphantria cunea larva
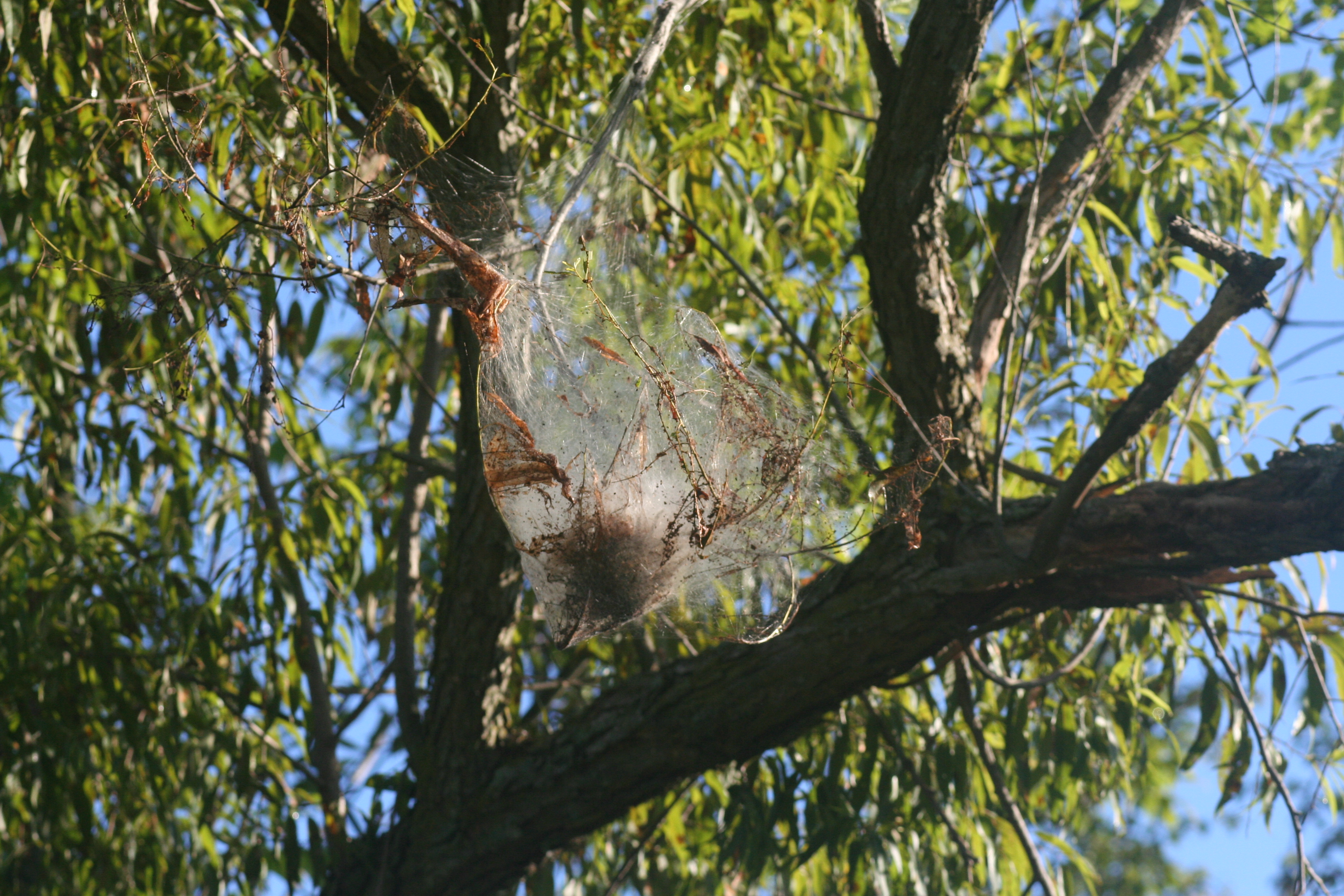
Hyphantria cunea niu
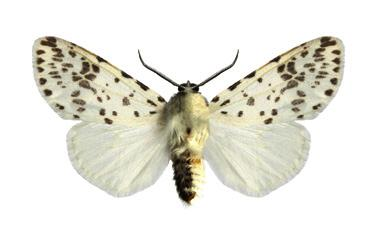
Hyphantria cunea mascle
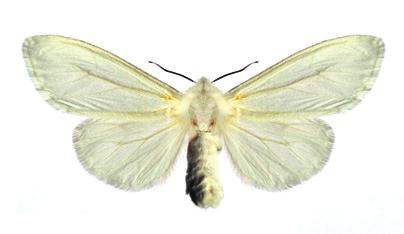
Hyphantria cunea femella
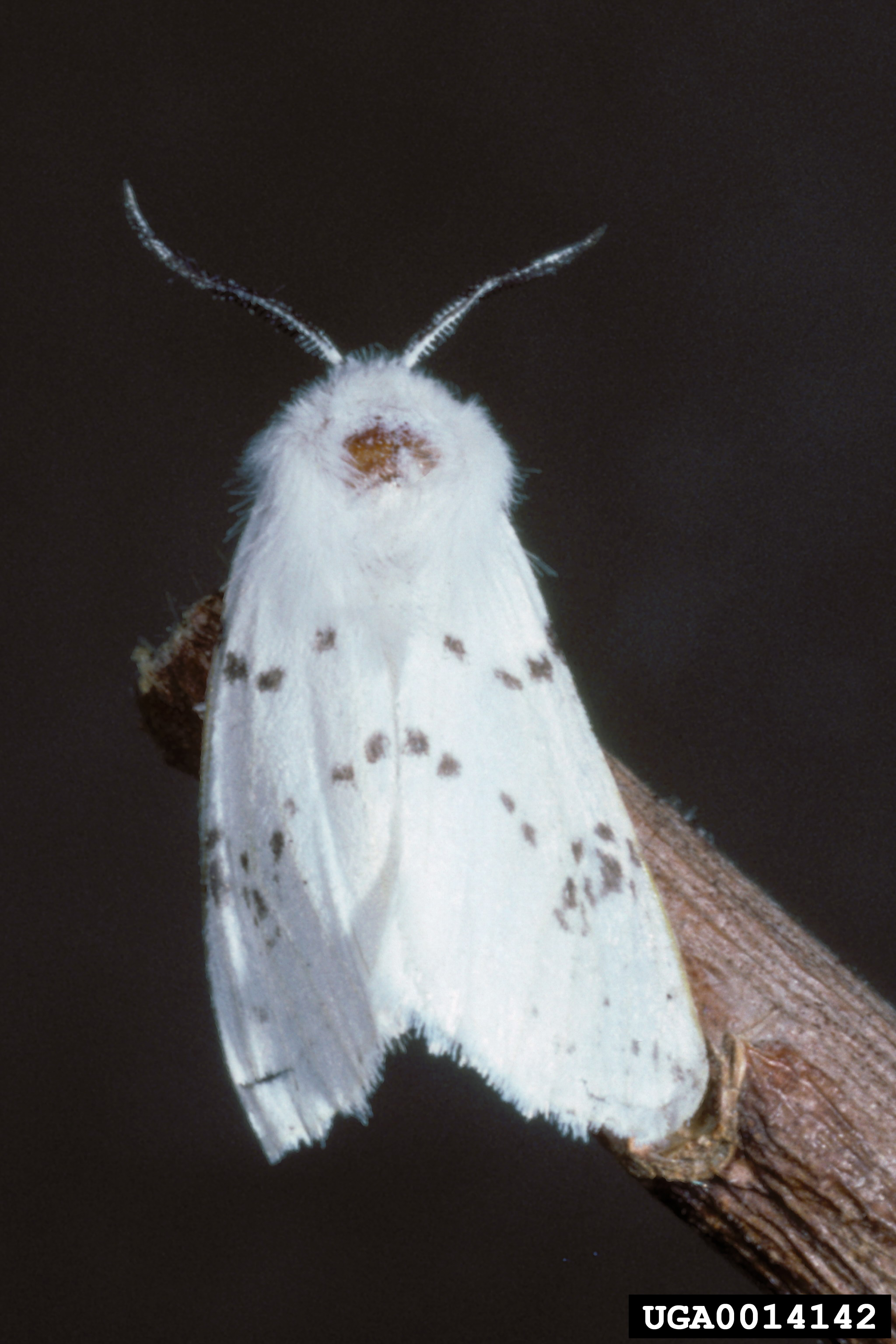
Hyphantria cunea